# Psephellus
Psephellus Cass., 1826 è un genere di piante angiosperme dicotiledoni della famiglia delle Asteraceae.

## Descrizione

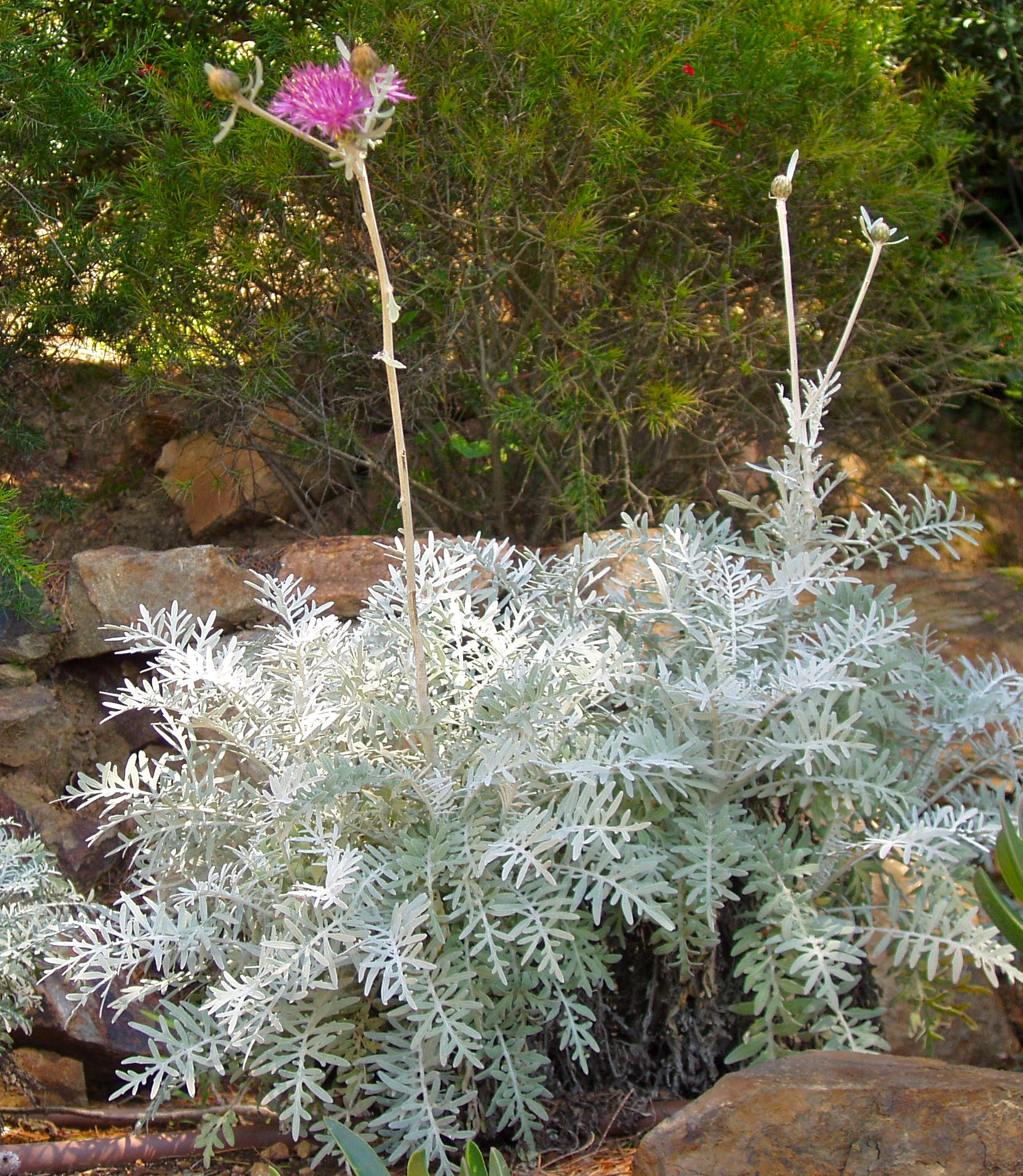
Il portamento
Psephellus pulcherrimus

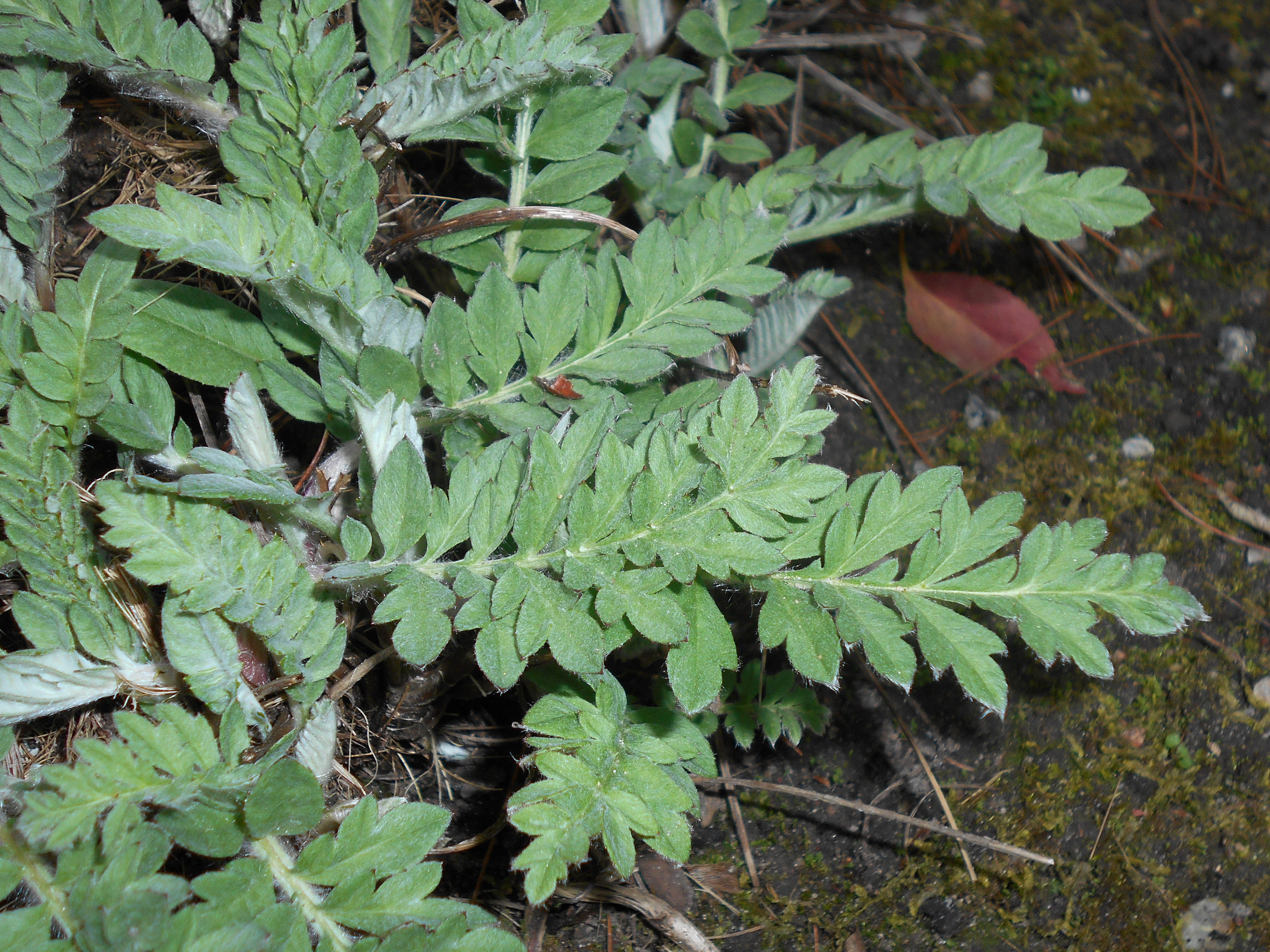
Le foglie
Psephellus bellus

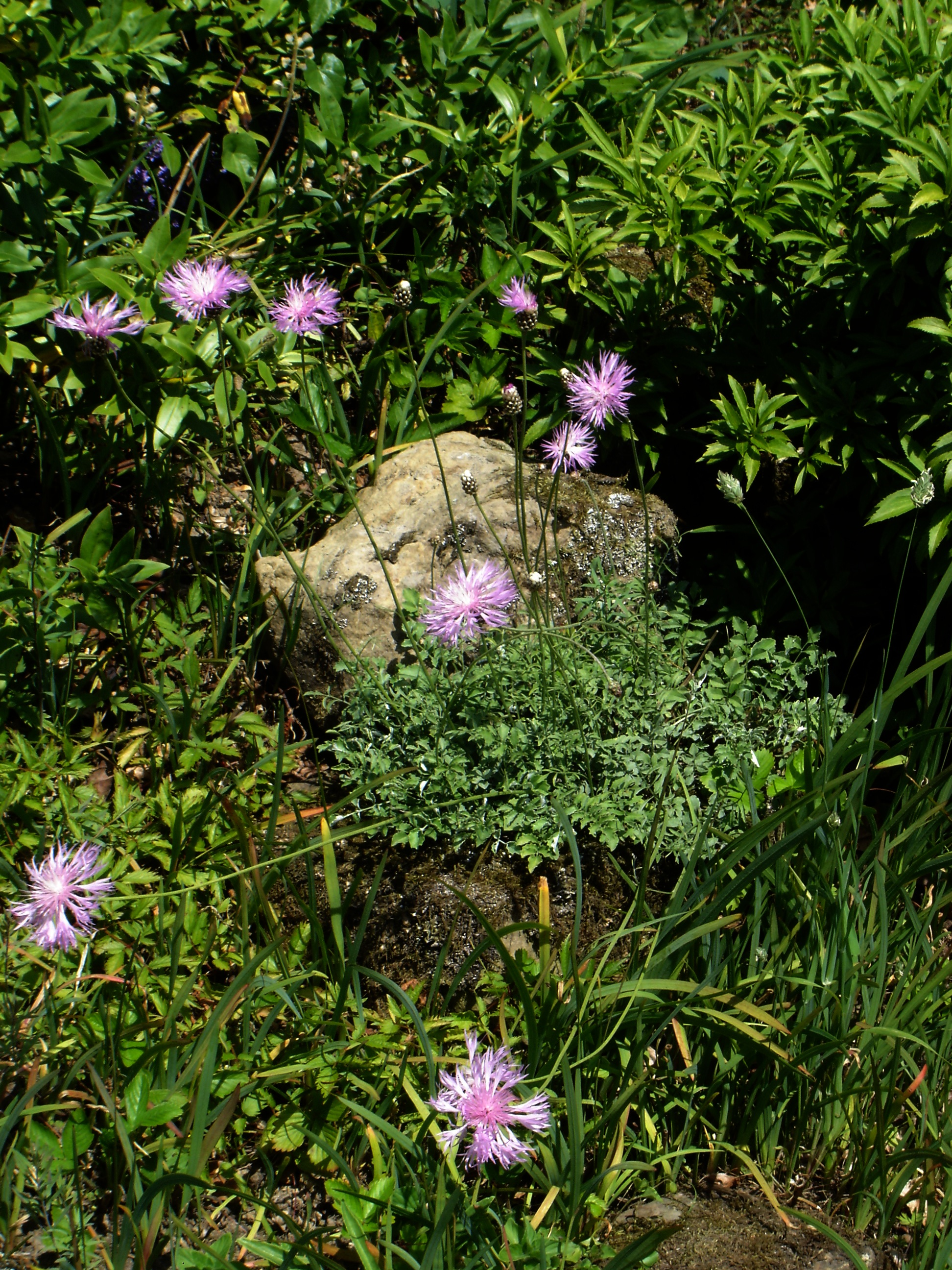
Infiorescenza
Psephellus simplicicaulis

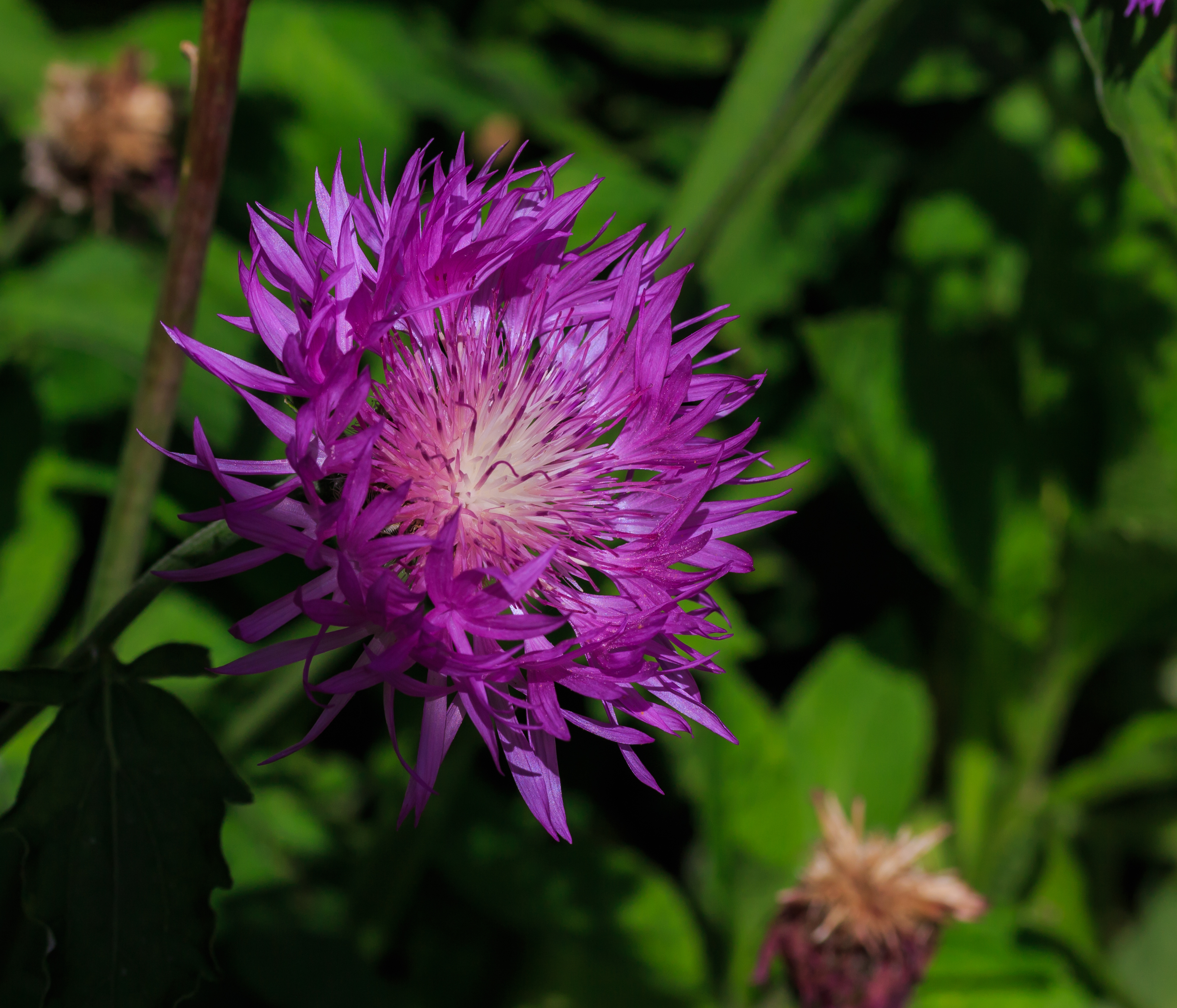
I fiori
Psephellus hypoleucus

Le specie di questo genere sono piante erbacee perenni o bassi arbusti desertici. Normalmente sono prive di spine (raramente ne sono provviste).
Le foglie lungo il caule sono disposte in modo alterno, hanno una lamina pennatosetta o talvolta intera-dentata. La forma può essere da lineare a oblunga. Spesso la superficie è bianco-argentata (tomentosa) e verde altrove. Le foglie non sono decorrenti.
Le infiorescenze si compongono di capolini lungamente pedicellati, solitari e eterogami. I capolini sono formati da un involucro a forma da cilindrica a ovoidale composto da brattee (o squame) all'interno del quale un ricettacolo fa da base ai fiori tutti tubulosi. Le brattee dell'involucro, disposte su più serie in modo embricato, sono di vario tipo: lanceolate con lobi (appendici) triangolari lacerato-fimbriati colorati di nero o argento; le brattee spesso sono scariose e larghe ma non sono spinose. Il ricettacolo normalmente è sericeo.
I fiori sono tutti del tipo tubuloso. I fiori sono tetra-ciclici (ossia sono presenti 4 verticilli: calice – corolla – androceo – gineceo) e pentameri (ogni verticillo ha 5 elementi). I fiori in genere sono ermafroditi e actinomorfi. I fiori esterni sono sterili e staminoidi (gli staminodi sono minuti e racchiusi nel tubo della corolla); la disposizione è radiale con ampi lobi divisi in 5 - 10 subuguali lacinie.
- Formula fiorale:

- /x K {\displaystyle \infty }, [C (5), A (5)], G 2 (infero), achenio

- Calice: i sepali del calice sono ridotti ad una coroncina di squame.
- Corolla: la corolla in genere è colorata di blu o violetto, raramente giallo o altri colori.
- Androceo: gli stami sono 5 con filamenti liberi, glabri e papillosi, mentre le antere sono saldate in un manicotto (o tubo) circondante lo stilo.[10]
- Gineceo: lo stilo è filiforme; gli stigmi dello stilo sono due divergenti (i due rami dello stilo dei fiori bisessuali sono connati e divergenti solo nella parte più alta). L'ovario è infero uniloculare formato da 2 carpelli.

Il frutto è un achenio con pappo. Gli acheni, con forme oblunghe o strettamente ovoidali e lateralmente compressi, sono glabri o raramente pelosi. Il pericarpo dell'achenio è sclerificato; alla sommità l'achenio è provvisto di una piastra dritta. Il pappo (deciduo o persistente) è inserito in un anello parenchimatico sulla piastra apicale e in genere è formato da due anelli di setole variamente pennate (quelle interne sono più lunghe); raramente è formato da una sola serie di scaglie oppure è assente. Gli acheni possiedono elaisomi ed hanno un ilo laterale.

## Biologia
- Impollinazione: l'impollinazione avviene tramite insetti (impollinazione entomogama).
- Riproduzione: la fecondazione avviene fondamentalmente tramite l'impollinazione dei fiori (vedi sopra).
- Dispersione: i semi cadendo a terra (dopo essere stati trasportati per alcuni metri dal vento per merito del pappo – disseminazione anemocora) sono successivamente dispersi soprattutto da insetti tipo formiche (disseminazione mirmecoria).

## Distribuzione
Le specie di questo genere si trovano in Europa orientale, Asia occidentale e centrale.

## Tassonomia
La famiglia di appartenenza di questa voce (Asteraceae o Compositae, nomen conservandum) probabilmente originaria del Sud America, è la più numerosa del mondo vegetale, comprende oltre 23.000 specie distribuite su 1.535 generi, oppure 22.750 specie e 1.530 generi secondo altre fonti (una delle checklist più aggiornata elenca fino a 1.679 generi). La famiglia attualmente (2021) è divisa in 16 sottofamiglie.
La tribù Cardueae a sua volta è suddivisa in 12 sottotribù (la sottotribù Centaureinae è una di queste).

### Filogenesi
La classificazione della sottotribù Centaureinae rimane ancora problematica e piena di incertezze. Nell'ambito della sottotribù questo genere fa parte del gruppo tassonomico informale denominato "Psephellus Group" (in precedenza il genere era descritto all'interno del "Basal Grade" ma anche in "Plectocephalus Group"). Il gruppo composto dai generi Zoegea e Psephellus è posizionato, da un punto di vista filogenetico, nella zona centrale delle Centaureinae. In precedenti studi occupava una posizione più "basale".
Il numero cromosomico delle specie di questo genere è: 2n = 30.

### Elenco delle specie
Il genere comprende le seguenti 111 specie:
A
- Psephellus abchasicus Albov
- Psephellus absinthifolius  Galushko
- Psephellus adjaricus  (Albov) Mikheev
- Psephellus albovii  (Sosn.) Mikheev
- Psephellus alexeenkoi  Alieva
- Psephellus amblyolepis  (Ledeb.) Wagenitz
- Psephellus andinus  Galushko & Alieva
- Psephellus annae  Galushko
- Psephellus appendiciger  (K.Koch) Wagenitz
- Psephellus araxinus  (Gabrieljan) Greuter
- Psephellus arpensis  (Czerep.) Wagenitz
- Psephellus atropatanus  (Grossh.) Greuter
- Psephellus aucherianus  (DC.) Boiss.
- Psephellus avaricus  (Tzvelev) Wagenitz

B
- Psephellus bagadensis  (Woronow) Greuter
- Psephellus barbeyi  Albov
- Psephellus bellus  (Trautv.) Wagenitz
- Psephellus boissieri  (Sosn.) Sosn.
- Psephellus bornmuelleri  (Hausskn. ex Bornm.) Wagenitz
- Psephellus brevifimbriatus  (Hub.-Mor.) Wagenitz
- Psephellus buschiorum  Sosn.

C
- Psephellus carbonatus  (Klokov) Greuter
- Psephellus carthalinicus  Sosn.
- Psephellus caucasicus  (Sosn.) Greuter
- Psephellus circassicus  (Albov) Galushko
- Psephellus ciscaucasicus (Sosn.) Galushko
- Psephellus colchicus  Sosn.
- Psephellus congestus  (Wagenitz) Wagenitz
- Psephellus cronquistii  (Takht. & Gabrieljan) Gabrieljan
- Psephellus czerepanovii  Alieva
- Psephellus czirkejensis  (Husseinov) Greuter

D
- Psephellus daghestanicus  Sosn.
- Psephellus dealbatus  (Willd.) K.Koch
- Psephellus debedicus  (Gabrieljan) Gabrieljan
- Psephellus declinatus  (M.Bieb.) K.Koch
- Psephellus dimitriewae (Sosn.) Greuter
- Psephellus dittrichii  (Gabrieljan) Gabrieljan

E - F
- Psephellus erivanensis  Lipsky
- Psephellus erzincani  Wagenitz & Kandemir
- Psephellus eugenii  (Sosn.) Wagenitz
- Psephellus fajvuschii  (Gabrieljan) Greuter
- Psephellus freynii  Sint. ex Bornm.

G
- Psephellus galactochroa  (Rech.f.) Parsa
- Psephellus galushkoi  Alieva
- Psephellus gamidii  Alieva
- Psephellus geghamensis  (Gabrieljan) Gabrieljan
- Psephellus gilanicus  (Bornm.) Wagenitz
- Psephellus goeksunensis  (Aytaç & H.Duman) Greuter & Raab-Straube
- Psephellus gracillimus  (Wagenitz) Wagenitz

H
- Psephellus hadimensis  (Wagenitz, Ertugrul & Dural) Wagenitz
- Psephellus holophyllus (Soczava & Lipatova) Greuter
- Psephellus holtzii  (Wagenitz) Wagenitz
- Psephellus huber-morathii  (Wagenitz) Wagenitz
- Psephellus hymenolepis  (Trautv.) Boiss.
- Psephellus hypoleucus  Boiss.

I - K
- Psephellus iljinii  (Czerniak.) Wagenitz
- Psephellus incanescens  (Fisch. & C.A.Mey. ex DC.) Boiss.
- Psephellus integrifolius  K.Koch
- Psephellus karabaghensis  Sosn.
- Psephellus karduchorum  (Boiss.) Wagenitz
- Psephellus kemulariae  Kharadze
- Psephellus khalkhalensis  Ranjbar & Negaresh
- Psephellus kobstanicus  (Tzvelev) Wagenitz
- Psephellus kolakovskyi  (Sosn.) Greuter
- Psephellus kopet-daghensis  (Iljin) Wagenitz

L - M
- Psephellus leucophyllus  (M.Bieb.) C.A.Mey.
- Psephellus leuzeoides  (Jaub. & Spach) Wagenitz
- Psephellus maleevii  Sosn.
- Psephellus manakyanii  (Gabrieljan) Gabrieljan
- Psephellus marschallianus  (Spreng.) K.Koch
- Psephellus meskheticus  (Sosn.) Gabrieljan
- Psephellus mucroniferus  (DC.) Wagenitz

O - P
- Psephellus oltensis  Wagenitz
- Psephellus pambakensis  Sosn.
- Psephellus paucilobus  (Trautv.) Boiss.
- Psephellus pecho  (Albov) Wagenitz
- Psephellus pergamaceus  (DC.) Wagenitz
- Psephellus phaeopappoides  (Bordz.) Wagenitz
- Psephellus poluninii  (Wagenitz) Wagenitz
- Psephellus popovae  (Gabrieljan) Gabrieljan
- Psephellus prokhanovii  Galushko
- Psephellus psephelloides  (Freyn & Sint.) Wagenitz
- Psephellus pseudoandinus  Galushko & Alieva
- Psephellus pulcherrimus  (Willd.) Wagenitz
- Psephellus pyrroblepharus  (Boiss.) Wagenitz

R - S
- Psephellus recepii Wagenitz & Kandemir
- Psephellus ruprechtii  (Boiss.) Greuter
- Psephellus salviifolius  Boiss.
- Psephellus schischkinii  (Tzvelev) Wagenitz
- Psephellus schistosus  (Sosn.) Alieva
- Psephellus sergii  (Klokov) A.L.Ebel
- Psephellus sibiricus  (L.) Wagenitz
- Psephellus simplicicaulis  (Boiss. & A.Huet) Wagenitz
- Psephellus somcheticus  Sosn.
- Psephellus straminicephalus  (Hub.-Mor.) Wagenitz
- Psephellus sumensis  (Kalen.) Greuter

T - Z
- Psephellus taochius  Sosn.
- Psephellus transcaucasicus  Sosn.
- Psephellus trinervius  (Stephan ex Willd.) Wagenitz
- Psephellus troitzkyi  Sosn.
- Psephellus turcicus  A.Duran & Hamzaoglu
- Psephellus turgaicus  (Klokov) A.L.Ebel
- Psephellus vanensis  A.Duran, Behçet & B.Dogan
- Psephellus vvedenskii  Sosn.
- Psephellus woronowii  Sosn.
- Psephellus xanthocephalus  Fisch. & C.A.Mey. ex Boiss.
- Psephellus xeranthemoides  (Rech.f.) Wagenitz
- Psephellus yildizii (Civelek, Türkoglu & Akan) Greuter
- Psephellus yusufeliensis  Tugay & Uysal
- Psephellus zangezuri  Sosn.
- Psephellus zuvandicus  Sosn.

### Sinonimi
Sono elencati alcuni sinonimi per questo genere:
- Aetheopappus Cass.
- Amblyopogon  (Fisch. & C.A.Mey. ex DC.) Jaub. & Spach
- Heterolophus  Cass.
- Odontolophus  Cass.
- Sosnovskya  Takht.
- Phaeopappus Boiss.
- Hymenocephalus Jaub. & Spach